# Epilobium sikkimense
Epilobium sikkimense är en dunörtsväxtart som beskrevs av Haussk.. Epilobium sikkimense ingår i släktet dunörter, och familjen dunörtsväxter. Inga underarter finns listade i Catalogue of Life.